# Бутилхлорид
Бутилхлорид или 1-хлорбутан — органическое соединение с химической формулой CH3(CH2)3Cl, представитель галогеналканов. 

## Физические свойства
Бесцветная легковоспламеняющаяся жидкость со сладковатым запахом. Легче воды. Образует азеотропные смеси с метанолом, этанолом, изопропанолом, изобутанолом, этилацетатом.

## Получение
1-Хлорбутан может быть получен обработкой бутанола-1 соляной кислотой в присутствии концентрированной серной кислоты как водоотнимающего агента:
Либо нагреванием с концентрированной соляной кислотой в присутствии хлорида цинка:
{\displaystyle {\ce {CH3-CH2-CH2-CH2-OH + HCl ->[{\ce {ZnCl2}}] CH3-CH2-CH2-CH2Cl}}}
Хлорированием хлором н-бутана в газовой фазе при 400-500°С. 
{\displaystyle {\ce {CH3-CH2-CH2-CH3 + Cl2 -> CH3-CH2-CH2-CH2Cl}}}
Взаимодействием н-бутанола с сухим хлористым водородом, треххлористым фосфором или хлористым сульфурилом в пиридине.

## Химические свойства
Взаимодействует с литием с образованием н-бутиллития:
{\displaystyle {\ce {CH3-CH2-CH2-CH2Cl + Li -> CH3-CH2-CH2-CH2Li}}}
При нагревании 1-хлорбутана до 400°C он отщепляет хлороводород с образованием бутена-1
{\displaystyle {\ce {CH3-CH2-CH2-CH2-Cl -> CH3-CH2-CH=CH2 + HCl}}}
а при пропускании над хлоридом кальция образуется бутен-2:
{\displaystyle {\ce {CH3-CH2-CH2-CH2-Cl ->[{\ce {CaCl2}}] CH3-CH=CH-CH3 + HCl}}}
Может выступать как алкилирующий агент. Так он реагирует с бензолом в присутствии хлорида алюминия с изомеризацией.

## Изомеры
1-Хлорбутан имеет три изомера: 2-хлорбутан, 2-метил-1-хлорпропан (изобутилхлорид) и 2-метил-2-хлорпропан (трет-бутилхлорид).

## Безопасность
С воздухом образует взрывоопасные смеси. КПВ 1,85-10,10% (об.).